# Breath (film)
Breath (Originaltitel: 숨, Soom) är en sydkoreansk dramafilm från 2007. Filmen är regisserad av Kim Ki-duk, som även skrivit manus.

## Handling
Hemmafrun Yeon (Park Ji-ah) upptäcker att hennes make (Ha Jeong-woo) är otrogen och hon inleder en affär med en dödsdömd fånge som hon besöker i fängelset. Hon har hört om hans självmordsförsök på nyheterna och gör allt för att göra honom glad, trots att hon inte känner honom.

## Rollista
- Chang Chen – Jang Jin
- Park Ji-ah – Yeon
- Ha Jeong-woo – Yeons make
- Kang In-hyeong – ung fånge
- Kim Ki-duk – fängelsechef

## Mottagande
Breath nominerades till Guldpalmen vid Cannesfestivalen 2007.